# Angelo Maria d'Elci

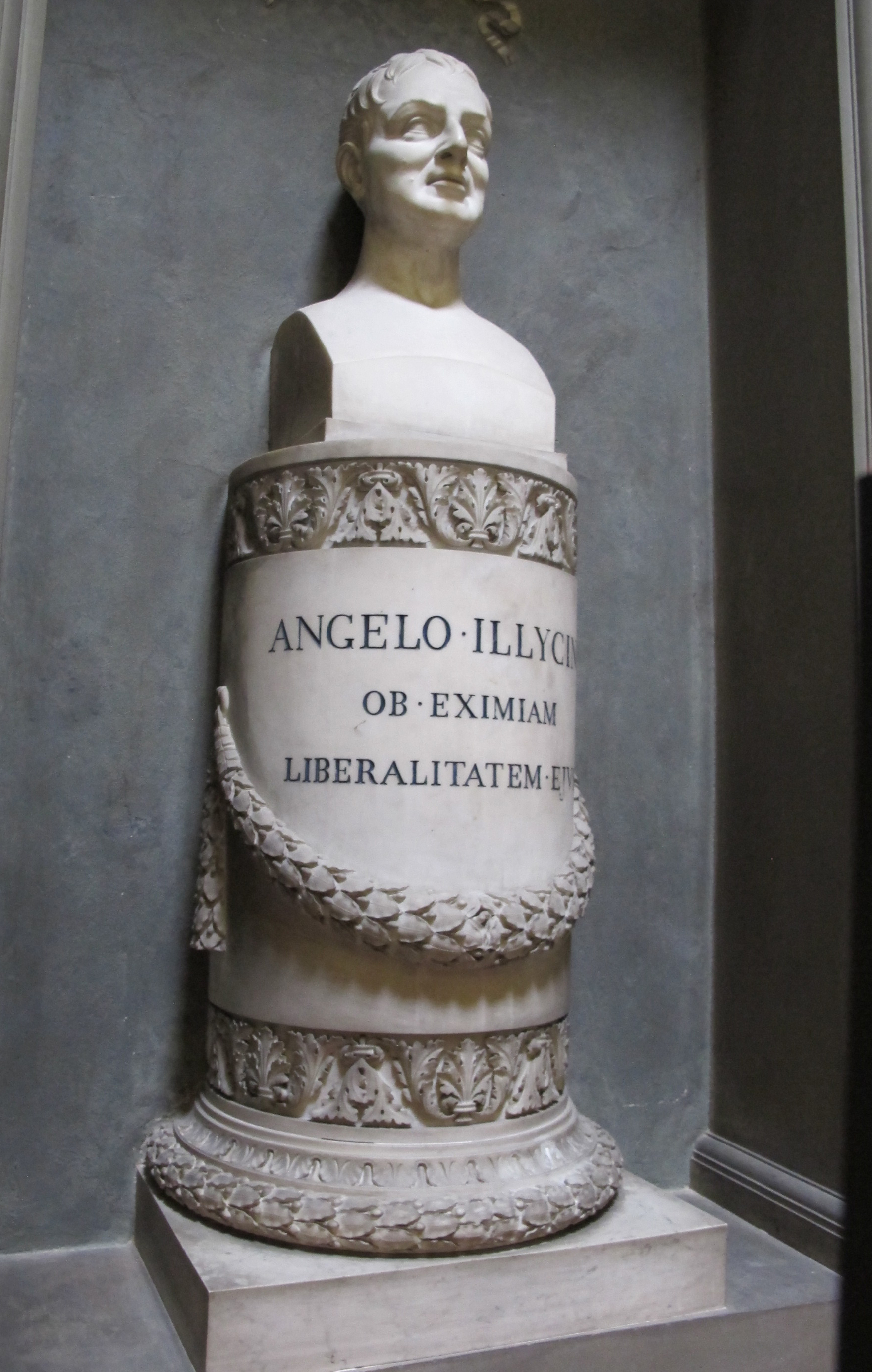
Busto di Angelo Maria d'Elci

Angelo Maria Pannocchieschi, marchese d'Elci (Firenze, 2 ottobre 1751 – Vienna, 20 ottobre 1824), è stato un letterato e bibliofilo italiano.

## Biografia

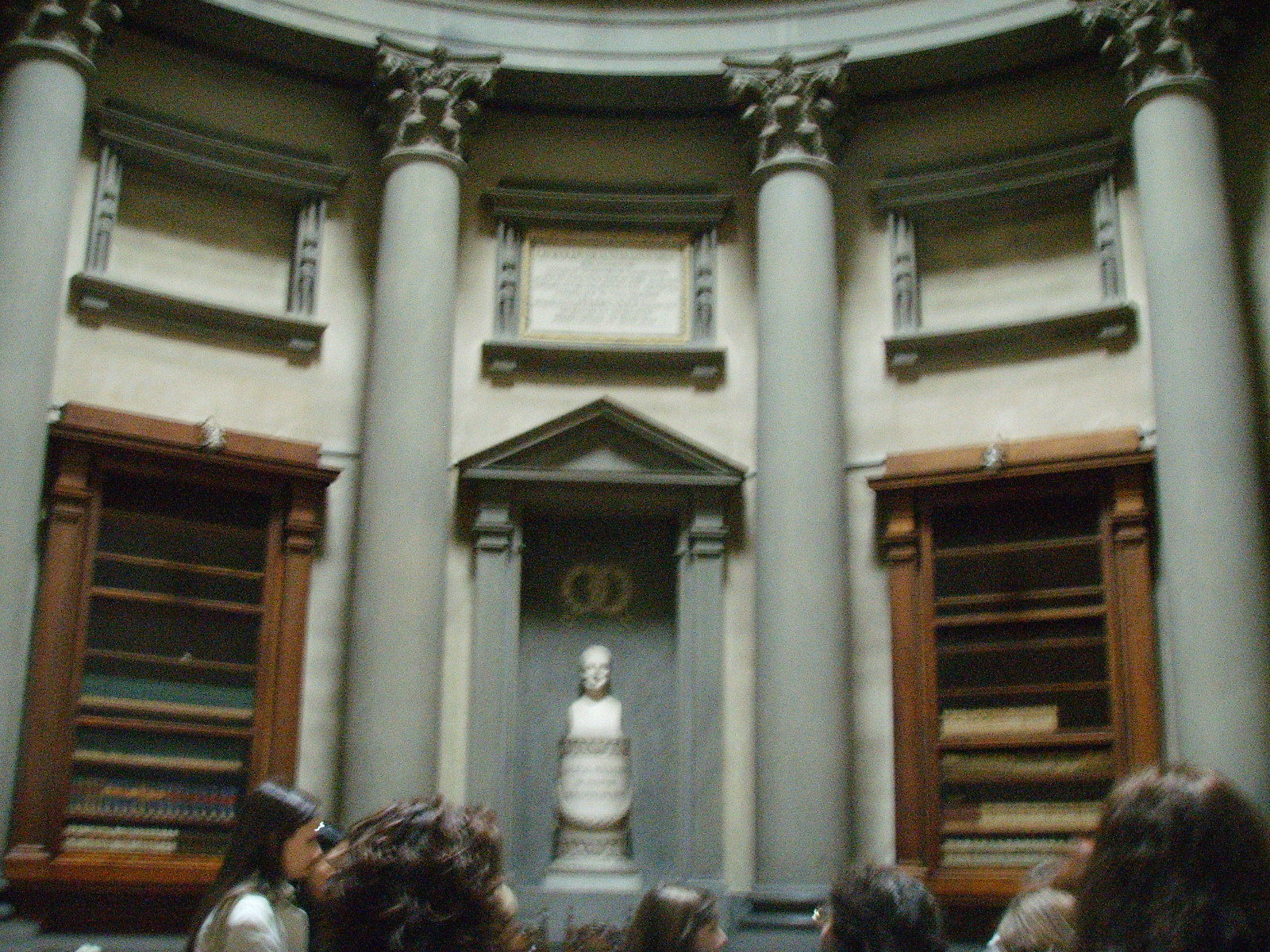
Firenze, Biblioteca Laurenziana, Tribuna d'Elci

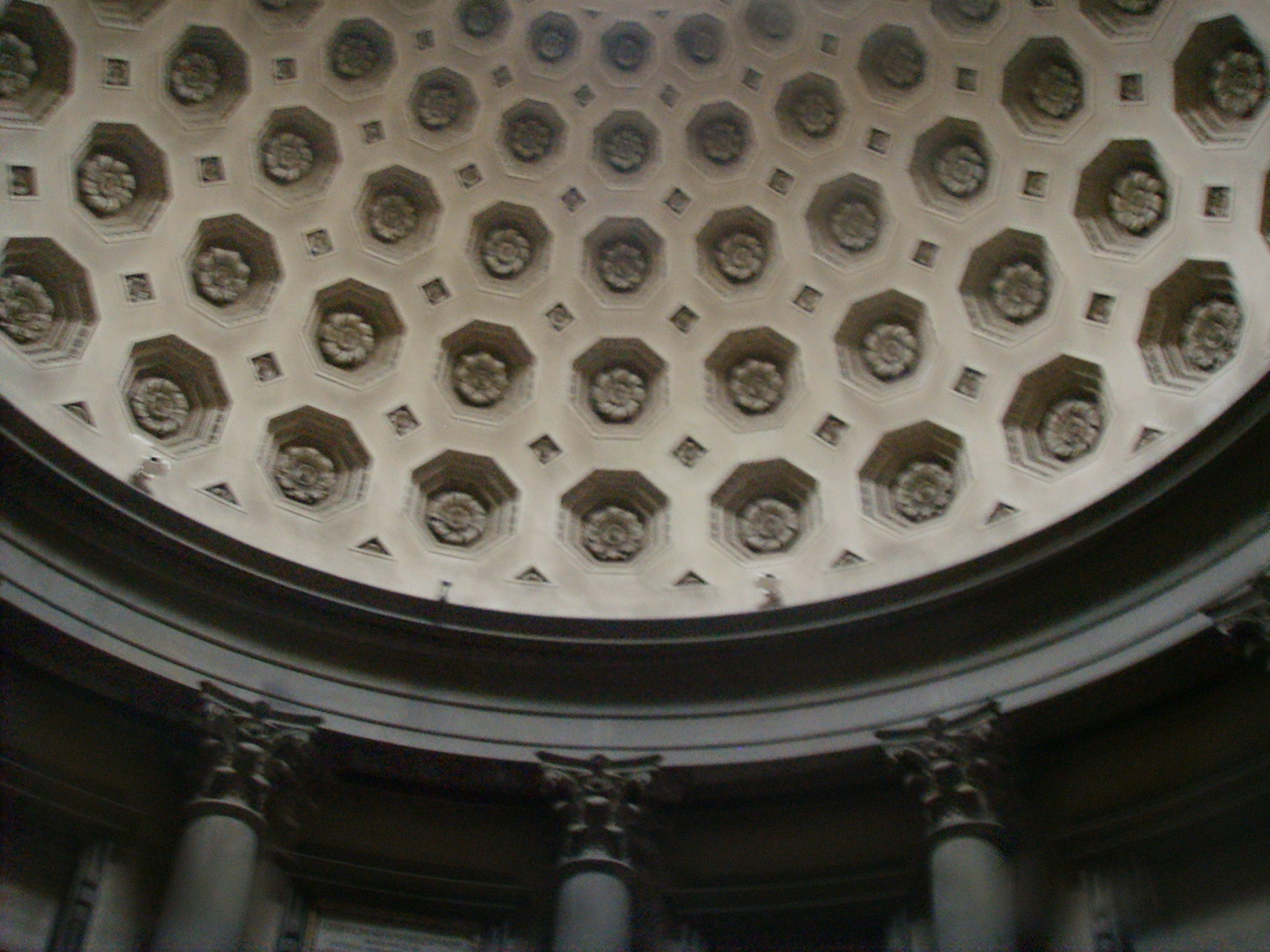
Firenze, Biblioteca Laurenziana, Tribuna d'Elci

Appartenente a una famiglia dell'aristocrazia senese trapiantata a Firenze, per molti versi fu il tipico rappresentante dell'intellettuale cosmopolita del XVIII secolo. Nel 1780 vestì l'abito dei cavalieri di Malta, senza tuttavia prendere i voti. Si dedicò, oltre che allo studio delle lingue classiche (latino e greco), anche allo studio di quelle moderne (francese, inglese e tedesco).
Dal 1783 al 1788 soggiornò nella grandi capitali europee (Londra, Vienna e Parigi) e cominciò a collezionare prime edizioni di grandi opere letterarie (fra cui la collezione pressoché delle prime edizioni aldine dell'ancora secca, le più pregiate) e incunaboli. Durante il periodo napoleonico si trasferì con la sua collezione  a Vienna. Ritornò a Firenze con la Restaurazione. 
Nel 1818 regalò la sua collezione allo stato e, per accoglierla, il granduca fece aggiungere alla Biblioteca Medicea Laurenziana, su progetto dell'architetto Pasquale Poccianti, la cosiddetta Tribuna Elci, una rotonda inaugurata nel 1841 e attualmente, dopo lo spostamento delle edizioni antiche in luoghi più idonei alla loro conservazione, utilizzata come aula per conferenze.
Il D'Elci fu scrittore di epigrammi, molti dei quali in lingua latina con lo pseudonimo di Illycinius,  e di satire sul modello Giovenale. Curò inoltre una edizione critica della Pharsalia di Marco Anneo Lucano.

## Opere
- Angelo d'Elci, Angeli Illycini De reditu Ferdinandi III Magni Etruriae Ducis idyllium, Florentiae, ex typographia Guillelmi Piatti, 1814.
- Angelo d'Elci, Epigrammi ed altre poesie edite ed inedite di Angiolo d'Elci, Firenze, presso Guglielmo Piatti, 1827.
- Angelo d'Elci, Epigrammi ed altre poesie edite ed inedite del conte Angelo d'Elci preceduti dalle memorie della sua vita e delle sue opere, Napoli, stamperia di Gio. Batista Seguin, 1828.
- Angelo d'Elci, Lettere bibliografiche del cavaliere Angelo Maria d'Elci, con brevi note di Vito Capialbi, Messina, stamp. T. Capra, 1851.
- Angelo d'Elci, Ottave del conte Angiolo Maria d'Elci sulla morte del Redentore, Firenze, presso Niccola Fabbrini, 1834?!.
- Angelo d'Elci, Satire epigrammi epitaffi e poesie latine di Angiolo d'Elci, con la vita dell'autore scritta da Gio. Bat. Niccolini, Milano, G. Silvestri, 1841.
- Angelo d'Elci, Satire del conte Angelo d'Elci precedute da notizie biografiche dell'autore, Napoli, stamperia di Gio. B. Seguin, 1827.
- Angelo d'Elci, Satire di Angiolo d'Elci fiorentino, Firenze, presso Guglielmo Piatti, 1827.
- Angelo d'Elci, Tragedie del conte Angelo Maria d'Elci patrizio fiorentino, Firenze, nella stamperia di Francesco Moucke, 1777.